# Iosif Balțan
Iosif Balțan (n. 25 decembrie 1923, Chișinău – d. 18 septembrie 1975, Chișinău) a fost un poet și eseist basarabean. Absolvent al Cursurilor Superioare de Literatură (1956) și al Institutului de Literatură „Maxim Gorki” (1958) de la Moscova, a fost redactor-șef adjunct al revistei „Nistru” și al săptămânalului „Cultura Moldovei”.

## Biografie
S-a născut la 25 decembrie 1923 la Chișinău, unde a absolvit gimnaziul. A participat la cel de al doilea război mondial. În 1956 a absolvit Cursurile superioare de literatură de pe lîngă Uniunea Scriitorilor din URSS, iar în 1958 și Institutul de literatură "M.Gorki" din Moscova.
A debutat editorial cu placheta de versuri La straja vieții (1949). Până în 1974, îi apar alte numeroase volume, precum Din iureșul anilor (1959), Patru sute de privighetori (1963), De vorbă cu dragostea (1965), Nopți de veghe (1971) etc.
Eseurile, adunate în volumele Zile și drumuri (1961) și Sălășluințele frumosului (1975), se referă la literatura europeană care nu prejudicia imaginea lumii comuniste, altfel spus, de coloratură prosovietică. A tradus din H. Fast, Walter Scott, Theodore Dreiser, Rudyard Kipling etc.
Iosif Balțan s-a stins din viață la 18 septembrie 1975 și a fost înmormântat la Cimitirul Central din Chișinău.

## Opera literară
- La straja vieții, Chișinău, 1949;
- Poezii, Chișinău, 1952;
- Din iureșul anilor, Chișinău, 1959;
- Zile și drumuri, Chișinău, 1961;
- Patru sute de privighetori, Chișinău, 1963;
- De vorbă cu dragostea, Chișinău, 1965;
- Versuri, Chișinău, 1970;
- Nopți de veghe, Chișinău, 1971;
- Fețele clipei, Chișinău, 1973;
- Cireșar, Chișinău, 1974;
- Sălășluințele frumosului, Chișinău, 1975;
- Lirică, prefață de Haralambie Corbu, Chișinău, 1980;
- Suprema dragoste, Chișinău, 1987.

## Traduceri
- H. Fast, Ultima graniță, Chișinău, 1959;
- Theodore Dreiser, Tragedie americană, I-II, Chișinău, 1956;
- Walter Scott, Aivengo, Chișinău, 1957;
- Rudyard Kipling, Maugli, Chișinău, 1959;
- V. Sobko, Stadionul, Chișinău, 1961;
- Seton Thompson, Rolf și Cuoneb, Chișinău, 1961;
- Romain Rolland, Viața lui Tolstoi, Chișinău, 1966;
- N. Asaev, Strofe alese, Chișinău, 1970;
- V. Bronevski, Poezii și poeme, Chișinău, 1971;
- V. Ketlinskaia, Bărbăție, Chișinău, 1972.